# جان استالیانو
جان استالیانو (انگلیسی: John Stagliano؛ زاده ۲۹ نوامبر ۱۹۵۱) که با نام هنری بات‌من (به انگلیسی: Buttman) نیز شناخته می‌شود، یک کارآفرین و بازیگر پیشین پورنوگرافی، کارگردان و تولیدکننده اهل ایالات متحده آمریکا و مالک و مؤسس استدیو فیلم‌سازی ایول انجل است.

## زندگی خصوصی
استالیانو با یک بازیگر پورنوگرافی به نام کریستی لین در سال‌های ۱۹۹۳ رابطه داشت. در ۲۰۰۸ با یک پورن استار به نام تریشا دورو ازدواج کرد.